# Liste des lieux patrimoniaux du Saguenay–Lac-Saint-Jean
Cet article recense les lieux patrimoniaux du Saguenay–Lac-Saint-Jean inscrit au répertoire des lieux patrimoniaux du Canada, qu'ils soient de niveau provincial, fédéral ou municipal.
Saguenay est traité dans la liste des lieux patrimoniaux de Saguenay.

## Liste des lieux patrimoniaux
- Haut – A
- B
- C
- D
- E
- F
- G
- H
- I
- J
- K
- L
- M
- N
- O
- P
- Q
- R
- S
- T
- U
- V
- W
- X
- Y
- Z

| [ 1 ]                                                                     | Lieu patrimonial                                         | Illustration                                      | Municipalité             | Adresse                         | Coordonnées        | No    | Constr.     | Prot.                | Rec.                            | Notes |
| ------------------------------------------------------------------------- | -------------------------------------------------------- | ------------------------------------------------- | ------------------------ | ------------------------------- | ------------------ | ----- | ----------- | -------------------- | ------------------------------- | ----- |
| M                                                                         | Ancien hôtel de ville d'Isle-Maligne                     | Ancien hôtel de ville d'Isle-Maligne              | Alma                     | 1671, avenue du Pont Nord       | 48.58158 -71.63186 | 8830  |             | IP cité              | 20 novembre 2000                |       |
| M                                                                         | Église de Saint-Joseph                                   | Église de Saint-Joseph                            | Alma                     | Rue Saint-Joseph                | 48.55092 -71.65022 | 11013 | 1908        | IP cité              | 2006                            |       |
| M                                                                         | Presbytère de Saint-Joseph                               | Presbytère de Saint-Joseph                        | Alma                     | 70, rue Saint-Joseph            | 48.55083 -71.65028 | 10986 | 1901        | IP cité              | 2006                            |       |
| M                                                                         | 162, rue de la Gare                                      | 162, rue de la Gare                               | Chambord                 | 162, rue de la Gare             | 48.422 -72.05703   | 13712 |             | IP cité              | 5 novembre 2007                 |       |
| M                                                                         | 819, route de la Pointe                                  | Téléverser                                        | Chambord                 | 819, route de la Pointe         | 48.46278 -72.08753 | 13808 |             | IP cité              | 5 novembre 2007                 |       |
| M                                                                         | Auberge Saint-Louis                                      | Téléverser                                        | Chambord                 | 158-160, rue de la Gare         | 48.4214 -72.05889  | 13807 |             | IP cité              | 5 novembre 2007                 |       |
| M                                                                         | Maison Laurent-Létourneau                                | Maison Laurent-Létourneau                         | Chambord                 | 1498, rue Principale            | 48.42972 -72.06058 | 13735 |             | IP cité              | 5 novembre 2007                 |       |
| P                                                                         | Site archéologique de la Métabetchouane                  | Téléverser                                        | Chambord                 | Route 169                       | 48.422 -71.96744   | 13433 |             | SA classé            | 1er juin 1988                   |       |
| P                                                                         | Village historique de Val-Jalbert                        | Village historique de Val-Jalbert                 | Chambord                 | Rue Saint-Georges               | 48.43792 -72.16636 | 5503  |             | SP classé            | 8 août 1996                     |       |
| P                                                                         | Poudrière du Poste-de-Traite-de-la-Métabetchouane        | Poudrière du Poste-de-Traite-de-la-Métabetchouane | Desbiens                 | Rue Hébert                      | 48.41989 -71.96336 | 4865  |             | IP classé            | 19 janvier 1967                 |       |
| M                                                                         | Maison Rémi-Hudon                                        | Maison Rémi-Hudon                                 | Hébertville              | 612, rue La Barre               | 48.39122 -71.67792 | 13247 |             | IP cité              | 2 décembre 2002                 |       |
| F                                                                         | Gare de VIA Rail                                         | Gare de VIA Rail                                  | Hébertville-Station      | 15, rue Saint-Louis             | 48.4433 -71.6627   | 3676  | 1933        | GFP                  | 1995                            |       |
| P                                                                         | Moulin de La Doré                                        | Téléverser                                        | La Doré                  | 3951, rue des Peupliers         | 48.6975 -72.64506  | 6873  |             | IP reconnu IP classé | 28 octobre 1978 21 juillet 1982 |       |
| P                                                                         | Site archéologique du Poste-de-Traite-de-l'Ashuapmushuan | Téléverser                                        | Lac-Ashuapmushuan        |                                 | 49.19581 -73.78575 | 15243 |             | SA classé            | 22 février 1989                 |       |
| P                                                                         | Chapelle Saint-Antoine-de-Padoue                         | Téléverser                                        | Lac-Bouchette            | Route de l'Ermitage             | 48.27381 -72.1905  | 12105 |             | IP classé            | 30 mars 1977                    |       |
| M                                                                         | Église de Péribonka                                      | Église de Péribonka                               | Péribonka                | Rue Édouard-Niquet              | 48.76564 -72.03589 | 10643 |             | IP cité              | 3 janvier 2006                  |       |
| P                                                                         | Maison Samuel-Bédard                                     | Maison Samuel-Bédard                              | Péribonka                | 700, route Maria-Chapdelaine    | 48.74119 -71.98622 | 6895  |             | IP reconnu           | 10 novembre 1983                |       |
| F                                                                         | Hôtel de ville de Roberval                               | Hôtel de ville de Roberval                        | Roberval                 | 851, boulevard Saint-Joseph     | 48.51282 -72.22209 | 14507 |             | LHN                  | 23 novembre 1984                | [ 3 ] |
| P                                                                         | Maison Donaldson                                         | Maison Donaldson                                  | Roberval                 | 462-464, boulevard Saint-Joseph | 48.50911 -72.21892 | 4250  |             | IP reconnu           | 17 décembre 1982                |       |
| Pour la ville de Saguenay, voir Liste des lieux patrimoniaux de Saguenay. |                                                          |                                                   |                          |                                 |                    |       |             |                      |                                 |       |
| M                                                                         | Calvaire de Saint-Augustin                               | Téléverser                                        | Saint-Augustin           |                                 | 48.80411 -71.94417 | 13162 |             | IP cité              | 18 décembre 2006                |       |
| M                                                                         | Place des Ormes                                          | Téléverser                                        | Saint-Charles-de-Bourget | Route du Village                | 48.49233 -71.40794 | 12021 |             | SP constitué         | 6 octobre 1997                  |       |
| P                                                                         | Ancienne fromagerie Perron                               | Ancienne fromagerie Perron                        | Saint-Prime              | 148, avenue Albert-Perron       | 48.59242 -72.33794 | 4182  | 1895 à 1955 | IP classé            | 24 octobre 1989                 |       |
| M                                                                         | Croix de chemin                                          | Croix de chemin                                   | Saint-Thomas-Didyme      | 24, 2e Rang                     | 48.8785 -72.6885   | 10891 |             | IP cité              | 5 décembre 1988                 |       |
| P                                                                         | Ancien moulin de Sainte-Jeanne-d'Arc                     | Ancien moulin de Sainte-Jeanne-d'Arc              | Sainte-Jeanne-d'Arc      | 205, rue du Vieux-Moulin        | 48.86461 -72.08275 | 4177  |             | IP classé            | 22 décembre 1977                |       |